# 283 Ema
283 Ema (mednarodno ime 283 Emma) je asteroid tipa X v glavnem asteroidnem pasu. 
Pripada družini asteroidov Eos.

## Odkritje
Asteroid je odkril francoski astronom Auguste Honoré Charlois ( 1864 – 1910) 8. februarja 1889 v Nici.. 

## Lastnosti
Asteroid Ema obkroži Sonce v 5,31 letih. Njegova tirnica ima izsrednost 0,153, nagnjena pa je za 7,991° proti ekliptiki. Njegov premer je 148,06 km, okoli svoje osi se zavrti v 6,888 h .

## Naravni satelit
14. julija 2003 je W. J. Merline s sodelavci opazil, da ima asteroid Ema tudi svojo luno. Ta luna ima v premeru okoli 12 km, okoli asteroida pa kroži na oddaljenosti 370 km. Luna je dobila začasno oznako S/2003 (283) 1. Odkritje je bilo objavljeno v okrožnici Mednarodne astronomske zveze (IAUC 8165) .